# Torneo FIRA 1936
El Torneo FIRA de 1936 (oficialmente FIRA Tournament 1936) fue la 1° edición del segundo torneo en importancia de rugby en Europa, luego del Torneo de las Seis Naciones.
El campeón de esta edición fue el seleccionado de Francia.

## Formato
El torneo se desarrolló en formato de eliminación directa, disputándose etapa de semifinal, para luego dar paso a la definición del tercer puesto y final.

## Resultados

### Semifinales
| 14 de mayo | Alemania | 19 - 8 | Italia |  |  |

| 14 de mayo | Francia | 25 - 5 | Rumania |  |  |

### Definición 3° Puesto
| 17 de mayo | Rumania | 7 - 8 | Italia |  |  |

### Final
| 17 de mayo | Alemania | 14 - 19 | Francia |  |  |

| Bandera de Francia |
| Campeón Francia    |
| Primer título      |